# ريزال بارك
ريزال بارك (بالإنجليزية: Rizal Park) (بالفلبينية: Liwasang Rizal)هي حديقة مدنية في الفلبين تقع في مانيلا. تُعرف أيضا باسم لونيتا بارك، وهي واحدة من أكبر الحدائق المدنية في آسيا وتعتبر من مقاصد السياحة الأساسية في مانيلا.

## الصور
- نصب ريزال وناطحات السحاب المجاورة
- مصباح شمسي في الحديقة للحفاظ على الطاقة
- الشمال الشرقي للبركة الوسطى

## أعلام
- ماريانو غوميز
- خوسيه ريزال

## وصلات إضافية
- National Parks Development Committee
- Photos from Flickr
- Photos of Luneta نسخة محفوظة 3 نوفمبر 2013 على موقع واي باك مشين.